# 朱多煌
朱多煌 （1536年1月19日—1593年），字芾斯，號少懸，江西南昌府新建縣人，祖籍河南鍾離縣（今安徽鳳陽縣），明朝宗室、奉國將軍。 

## 生平
弋陽榮莊王朱奠壏玄孫。弋陽僖順王朱覲鐰曾孫。鎮國將軍朱宸𣽝孫。輔國將軍朱拱檜長子。清初書畫家八大山人伯祖父。其父豪爽喜客，擅長寫詩，著有《負初集》二卷。多煌性格恭順謹慎、事父母孝順、對兄弟友愛，與弟弟奉國將軍朱多炡、朱多燝、朱多炤等人皆用文才結交遍布遠近各個地方的朋友，諸位堂兄弟以及子侄輩個個都會解說六經並擅長書法，與家人相處也都很和睦融洽。
萬曆五年十月初四日（1577年11月13日）弋陽王朱多焜薨逝。萬曆六年五月初一日（1578年6月5日）其叔父鎮國將軍朱拱椓覬覦得到管理府事的資格，便將裝滿銀錠的酒罈，送給南昌府知府王三錫，王三錫會見上司舉發其賄賂官員的行徑，江西巡撫劉堯誨將此事上奏明神宗，明神宗遂革去拱椓祿米一年，且不許其管理府事。
同年九月十五日（1578年10月15日）弋陽王府各支宗室為了保障自家私人財產，再次不斷上疏朝廷，請求設立弋陽王府宗理一事，至此，明神宗准許多炡聚集全族族人商討，從弋陽王府旁系子孫中推舉一人作為王府宗理，最終以多煌賢勞素著、倫序相當、眾心歆服為由，舉薦多煌擔任弋陽王府宗理，明神宗依從宗室們推舉的人選，命多煌管理弋陽王府事，並下達一份敕書給予多煌。
萬曆二十一年六月初七日（1593年7月5日）禮部上奏弋陽王多焜無子國除，與其關係親近的則為叔父拱椓，拱椓早年因賄賂官員的緣故被革去祿米一年，並不許其管理府事，故由多煌管理府事，多煌乃弋陽莊僖王朱宸汭幼弟鎮國將軍朱宸𣽝之孫，不屬於弋陽莊僖王直系派下子孫，認為多煌雖受命管理府事，但豈有非直系派下子孫去奉祀弋陽莊僖王之事？拱椓雖固然有罪，但又怎能罰及拱椓諸子？於是明神宗下令多煌仍舊為王府宗理，並改由宸汭之孫，拱椓之子輔國將軍朱多熒奉祀弋陽王府宗廟。
同年冬，江西布政使、按察使逐條列舉多煌政績、品行道義優良，明神宗原本欲下詔褒揚讚許多煌，沒過多久，多煌旋即因病去世，享年五十八歲 。萬曆二十二年四月二十六日（1594年6月14日）其長子鎮國中尉朱謀𡉟奏請朝廷恤典，朝廷決定加祭一壇弔祭多煌。

## 家庭
嫡妻淑人熊氏早逝，後多煌更是堅持不續絃，一人獨處書齋長達二十六年。兩人共育有朱謀𡉟、朱謀𧽎、朱謀𧽊、朱謀重四子，皆封鎮國中尉。

## 著作
著有《委蛇集》四卷。